# 68 Cygni
68 Cygni (A Cygni) é uma estrela na direção da Cygnus. Possui uma ascensão reta de 21h 18m 27.18s e uma declinação de +43° 56′ 45.5″. Sua magnitude aparente é igual a 5.04. Considerando sua distância de 60257 anos-luz em relação à Terra, sua magnitude absoluta é igual a −11.29. Pertence à classe espectral O8e. É uma estrela variável elipsoidal em rotação.